# Arthur Findlay
Arthur Findlay (16 maggio 1883 – 24 luglio 1964) è stato un saggista e magistrato britannico che ricoprì un ruolo di primo piano nella storia dello spiritismo nel Regno Unito.
Fu tra i fondatori della rivista Psychic News e nel suo testamento lasciò in dono la sua elegante residenza vittoriana all'unione britannica delle chiese spiritiste (SNU) affinché la trasformasse in un istituto dedicato all'insegnamento delle scienze psichiche. Tale istituto fu poi intitolato Arthur Findlay College in sua memoria.

## Biografia
Iniziò ad interessarsi alla storia comparata delle religioni fin dall'età di diciassette anni attirando su di sé la disapprovazione dei genitori, cristiani conservatori, che arrivarono a dare alle fiamme alcuni dei suoi libri sull'argomento.
Nel 1913 fu decorato dall'Ordine dell'Impero Britannico per il suo lavoro organizzativo svolto in seno alla Croce Rossa.
Nel 1919 iniziò a interessarsi allo spiritismo in seguito a un incontro avuto con il medium John Sloan. Dato il suo interesse per le questioni religiose, Findlay pose varie domande agli spiriti tramite Sloan e giunse alla conclusione che molti degli dei adorati dalle molteplici religioni del mondo non fossero altro che spiriti dei defunti. Il suo interesse andò via via aumentando e nel 1920 fondò la Glasgow Society for Psychical Research.
Nel 1923 prese parte all'indagine sui fenomeni psichici indetta dalla Chiesa di Scozia. Nello stesso anno si ritirò dalla professione e acquistò un'elegante residenza signorile di epoca vittoriana, Stansted Hall, situata nell'Essex.
Nel 1932 fu tra i fondatori del settimanale Psychic News, assieme al giornalista Hannen Swaffer e a Maurice Barbanell.
Negli anni successivi collaborò alla fondazione dell'International Institute for Psychical Research, di cui divenne direttore. Fu anche membro onorario dell'American Foundation for Psychical Research e dell'Edinburgh Psychic College. Ricoprì inoltre la carica di presidente onorario dell'Institute of Psychic Writers and Artists e della Spiritualists' National Union.
Nel suo testamento lasciò in dono Stansted Hall alla SNU, affinché vi fondasse un istituto dedicato all'insegnamento delle scienze psichiche. Tale scuola fu fondata lo stesso anno della sua morte e le venne dato il nome di Arthur Findlay College in sua memoria.

## Opere di Arthur Findlay

### Scritti sullo spiritismo
- On The Edge Of The Etheric, 1931, in cui Findlay esamina la teoria secondo la quale gli spiriti sarebbero legati alla fisica subatomica.
- The Way Of Life
- The Unfolding Universe
- The Psychic Stream, 1939
- Where Two Worlds Meet, 1951, circa gli incontri avuti con il medium John Sloan
- Looking Back

### Studi sulla religione
- The Rock Of Truth, 1933, una storia della persecuzione dei medium da parte della cristianità.
- The Curse of Ignorance Volumes I and II, 1947, una storia del cristianesimo.
- The Effect Of Religion On History (opuscolo)
- A History of Mankind Volumes I and II

### Romanzi
- The Torch Of Knowledge